# Врезанный меандр

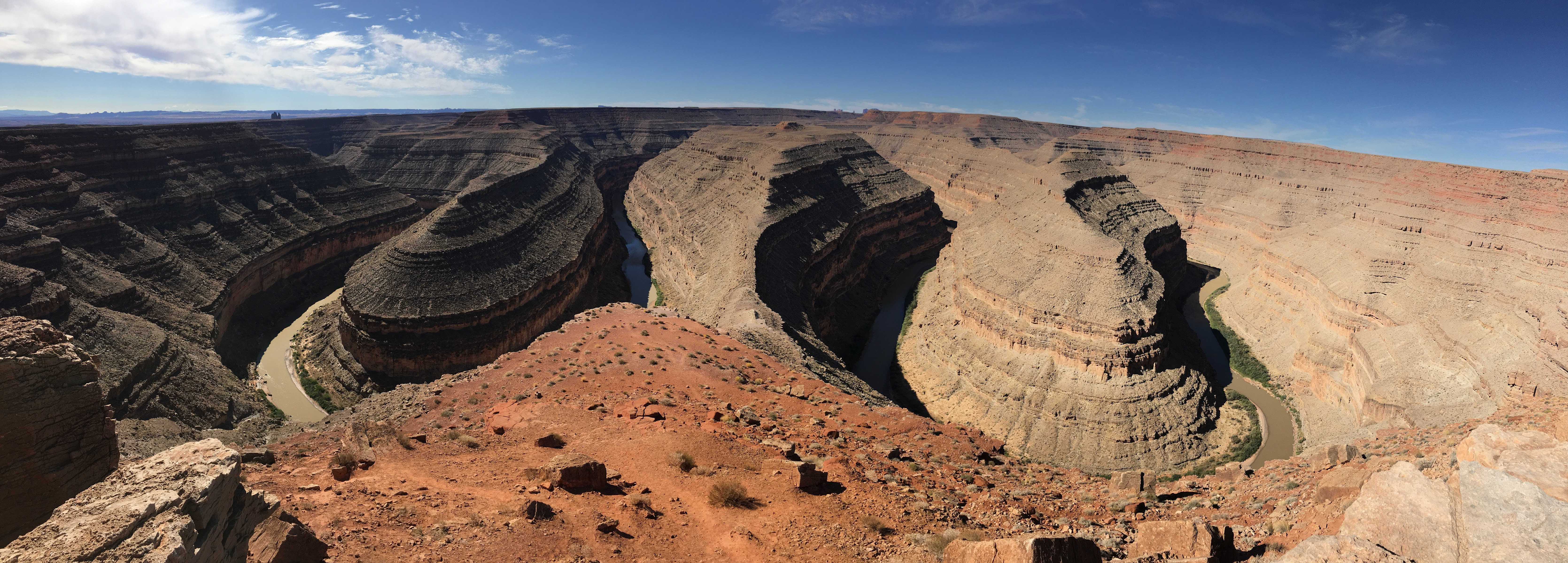
Врезанный меандр каньона реки Сан-Хуан. Парк штата Юта «Гусиные шеи». США

Вре́занный меа́ндр — разновидность меандров, образованных в горной породе вследствие глубинной эрозии русла реки и совпадающих с его излучиной. Меандры представляют собой систему петлеообразных излучин (изгибов) русла реки, образованных вследствие эрозии горных пород. По характеру берегов и степени их фиксации меандры подразделяют на свободные, врезанные и вынужденные.

## Возникновение
Считается, что врезанные меандры образуются из свободных. Однако в отличие от последних их шпоры (полуострова, огибаемые течением реки, и находящиеся внутри меандра) не затапливаются, их долины повторяют в общих очертаниях русло. В связи с такими особенностями они известны также как долинные. Такие меандры образуются в результате действия потока воды, а также под влиянием внешних факторов, влияющих на русло реки. К последним прежде всего относят геологические причины (разломы, трещины, резкие изменения состава пород, имеющие неоднородный характер устойчивости к эрозии и др.)
Существует несколько теорий происхождения врезанных меандров. Одним из наиболее распространённых случаев их генезиса считается поднятие русел в результате тектонического подъёма как горных районов, так и локальных частей рельефа бассейна. Это происходит в результате перехода свободных меандров во врезанные. Классическим примером такого рода образований являются русла реки Вятки (при пересечении Вятского вала) и реки Ока (при прорыве Окско-Цнинского вала) в России. Некоторые исследователи настаивают на том, что основным фактором образования долинных меандров являются климатические и гидрологические факторы, например, изменение уровня водности потока, его насыщенности наносами). Это точку зрения критикуют указывая на то, что эти причины не могут рассматриваться как решающие . Возникновение также возможно в результате понижения основы участка эрозии (глубинная эрозия). А. Б. Басаликас в качестве такого примера приводит долину реки Неман, которая провела меандрирование пород после снижения уровня Балтийского ледникового озера в районе современного Балтийского моря во время четвертичного периода. Геологи К. Мазуч (1935) и Е. Креммер (1954) выдвинули предположение, что наиболее частой причиной возникновения врезанных меандров является совмещение двух факторов: местной тектоники и регрессивной эрозии. Однозначно можно говорить лишь о скорости врезания таких излучин, которая составляет десятые доли миллиметра−миллиметры в год, то есть на несколько порядков меньше, чем у свободных излучин.

## Примеры
В парке «Гусиные шеи» (Goosenecks State Park) в американском штате Юта представлен один из самых знаменитых образцов врезанных меандров. Из-за особенностей образования и внешнего вида долина реки Сан-Хуан в этих местах получила названия «гусиные шеи». Река пересекает складки рельефа геологического поднятия Монумент Юго-Восточной Юты. В процессе образования меандра последовал подъём части территории в результате чего возник каньон глубиной 260 метров. В итоге произошло обнажение отложений пермской формации Катлер и вскрытие пенсильванской формации Хермоза. Ещё один пример подобных меандров образовала в хребте Джеймса река Финке, протекающая в центральной Австралии. Она является одной из четырёх основных рек бассейна озера Эйр и часто называется как самая древняя река в мире. Поскольку меандры образуются только на плоских равнинах, река должна была образоваться до того, как хребты поднялись вверх; это произошло во время образования горы Алис-Спрингс, которая достигла пика между 300 и 400 млн лет назад между девонским и каменноугольным периодами палеозойской эры.